# Inez (keresztnév)
Az Inez női név az Ágnes spanyol alakjának magyar megfelelője, jelentése: szűzies, tiszta, szemérmes.

## Rokon nevek
Agnabella, Ági, Ágnes, Agnéta, Bara, Baranka, Aglent

## Gyakorisága
Az újszülötteknek adott nevek körében az 1990-es években szórványosan fordul elő. A 2000-es és a 2010-es években sem szerepelt a 100 leggyakrabban adott női név között.
A teljes népességre vonatkozóan az Inez sem a 2000-es, sem a 2010-es években nem szerepelt a 100 leggyakrabban viselt női név között.

## Névnapok
január 21., január 28., március 6.,

## Híres Inezek
- Inês de Castro portugál királyné